# Le giornate dell'amore
Le giornate dell'amore è il decimo album della cantante italiana Iva Zanicchi, pubblicato nell'ottobre del 1973.
L'album è presente sulle piattaforme digitali e sui servizi di streaming.
(Iva Zanicchi, Le giornate dell'amore)

## Il disco
Sull’onda del successo del brano Mi ha stregato il viso tuo e di una lunga serie di tournée all’estero, Iva si appresta a pubblicare il suo nuovo Long playing dopo l’estate del 1973. Venne lanciato, a partire dal novembre 1973, nella 29ª edizione della trasmissione radiofonica Gran varietà, dove era la cantante ospite fissa.
L’album, di notevole fattura, è composto da 7 brani inediti e da 5 cover. Tra gli inediti, come singolo di lancio si sceglie Le giornate dell’amore, brano che dà il nome all’intero album ed è firmato da Corrado Castellari e dal fratello Camillo, suoi parolieri di fiducia.
La canzone, malinconica e struggente, costruita sulle corde e la personalità di Iva, è presentata alla Mostra internazionale di musica leggera di Venezia insieme ad un altro brano inedito dell’album, Chi mi manca è lui, scritto da Piero Soffici e Luigi Albertelli.
Spiccano tra gli altri:
L’indifferenza, canzone scritta da Plinio Maggi, che uscirà su 45 giri nel 1974, come secondo singolo dell’album.
La città, brano scritto dalla cantante e paroliera Angela Denia Tarenzi su musiche di uno dei più importanti musicisti del XX secolo, il compositore argentino Astor Piazzolla, di cui diventa la traduttrice in italiano delle sue composizioni.

### Cover
- Only you - There’s no you
Due canzoni in inglese di cui Iva incide le cover in lingua originale. La prima è un brano composta da Buck Ram e Ande Rand, la cui registrazione più celebre era stata senza dubbio quella dei The Platters del 1955. Il secondo è un brano scritto da Hal Hopper e Tom Adair e pubblicato per la prima volta nel 1944. Una famosa versione era stata quella di Frank Sinatra.
- I colori di dicembre
Iva incide questo pezzo composto da Pino Donaggio per la colonna sonora del film A Venezia... un dicembre rosso shocking, uscito nel 1973 e divenuto, nel tempo, un classico dell'horror.
- Il mondo è fatto per noi due
Cover della celebre You Are the Sunshine of My Life di  Stevie Wonder. Il testo in italiano è di Stefano Scandolara.
- Come prima
Iva reinterpreta la celebre canzone portata al successo da Tony Dallara nel 1957, con musica di Vincenzo Di Paola e parole di Mario Panzeri.

## Tracce
1. Le giornate dell'amore - 4:07 - (Camillo Castellari e Corrado Castellari)
2. È colpa mia - 4:05 - (Cristiano Minellono - Massimo Cultraro)
3. Chi mi manca è lui - 3:40 - (Luigi Albertelli - Roberto Soffici - Massimo Guantini)
4. Vendetta - 3:40 - (Paolo Limiti - Corrado Castellari)
5. Lassame sta - 3:07 - (Luigi Albertelli - Massimo Guantini)
6. Only you - 2:46 - (Buck - Ram)
7. L'indifferenza - 4:18 - (Plinio Maggi)
8. There's no you - 3:40 - (Hopper - Adair)
9. I colori di dicembre (dalla colonna sonora del film "A Venezia ...un dicembre rosso-shovking) - 2:57 - (Giorgio Calabrese - Pino Donaggio)
10. Il mondo è fatto per noi due (You Are the Sunshine of My Life) - 3:10 - (Stefano Scandolara - Stevie Wonder)
11. Come prima - 3:06 - (Mario Panzeri - Enzo Di Paola - Sandro Taccani)
12. La città - 4:10 - (Tarenzi - Astor Piazzolla)

## Formazione
- Iva Zanicchi - voce
- Gigi Cappellotto – basso
- Gianni D'Aquila – batteria, percussioni
- Ernesto Massimo Verardi – chitarra acustica, chitarra classica
- Victor Bach – pianoforte
- Bruno De Filippi – chitarra elettrica, chitarra a 12 corde
- Gianni Zilioli – tastiera
- Sergio Almangano – violino
- Franco Corvini – tromba
- Glauco Masetti – sax alto
- Giancarlo Barigozzi – flauto, sassofono tenore

## Stampe fuori dall'Italia
| Anno di pubblicazione | Paese     | Titolo                      | Etichetta          | Note                                                                                              |
| --------------------- | --------- | --------------------------- | ------------------ | ------------------------------------------------------------------------------------------------- |
| 1974                  | Argentina | Que tal querida como estas? | RI-FI - RFLS 60011 | Mancano le canzoni Only you e I colori di dicembre, sostituite da Ciao cara, come stai? e Fra noi |